# Vianopolisia
Vianopolisia is een kevergeslacht uit de familie van de boktorren (Cerambycidae). De wetenschappelijke naam van het geslacht werd voor het eerst geldig gepubliceerd in 1966 door Lane.

## Soorten
Vianopolisia omvat de volgende soorten:
- Vianopolisia captiosa (Martins & Galileo, 1985)
- Vianopolisia spitzi Lane, 1966